# Sōichi Muraji
Sōichi Muraji (japanisch 村治 奏一 Muraji Sōichi; * 14. Juli 1982 in Tokio) ist ein japanischer Gitarrist.

## Leben

### Frühes Leben und Ausbildung
Muraji begann seine formelle musikalische Ausbildung 1999 an der Walnut Hill School for the Arts unter der Anleitung des renommierten Gitarristen Eliot Fisk. Er setzte seine Studien am New England Conservatory und an der Manhattan School of Music fort, wo er jeweils bei David Leisner und David Starobin Unterricht erhielt. Seine akademischen und musikalischen Leistungen gipfelten 2003 in einem Abschluss mit Auszeichnung in Musik von der Walnut Hill School. Er ist der Bruder der japanischen Gitarristin Kaori Muraji.

### Karriere und Leistungen
Murajis berufliche Laufbahn ist geprägt von Beiträgen zur klassischen Musik. Im März 2002 errang er den zweiten Platz bei der „Concerto Competition“ in Massachusetts, einem Wettbewerb für alle klassischen Musikinstrumente. Seine Aufführungen waren oft Ehrungen bedeutender Ereignisse gewidmet, wie seine Darbietung in einer Kapelle in New York City im April 2002 zum Gedenken an die Opfer der Anschläge vom 11. September 2001.
2003 veröffentlichte Muraji seine Debüt-CD Chaconne bei Victor Entertainment und wurde im selben Jahr beim „MOSTLY CLASSIC MEMBERS AWARD“ mit dem zweiten Platz in der Kategorie „Debüt des Jahres“ ausgezeichnet. Weitere Alben folgten: Fuoco (2004), New Sketch (2005), America (2006) und Dreams (2008). Seine Komposition Danza Brasilera erreichte ein breiteres Publikum, als sie in den Bordinprogrammen von All Nippon Airways und Japan Airlines gespielt wurde.
2007 trat er mit dem New Japan Philharmonic und dem Tokyo Symphony Orchestra auf. 2011 veröffentlichte er die Maxi-Single Kodama Sketch/Rainbow/Wings to Fly, die eine Bearbeitung des Liedes Wings to Fly von Kunihiko Murai enthielt.

### Akademische Ehrungen und weiterführende Karriere
Nach seinem Abschluss an der Manhattan School of Music im Mai 2008 erhielt Muraji den „Andrés-Segovia-Preis“. Er trat als Solist mit der Monte Carlo Philharmonic auf ihrer „New World Tour“ in Monaco und der Suntory Hall auf.
Seine Fernsehauftritte umfassen ein Segment bei Late-night concert with Yomi-Kyo auf NTV im Jahr 2009 und bei Studio Park auf NHK im Jahr 2010. Im selben Jahr komponierte er Kodama Sketch für die Tekuteku Road-Tour und trat beim National Cherry Blossom Festival in der japanischen Botschaft in Washington, D.C. auf.

### Wettbewerbe
Muraji hat im Laufe seiner Karriere einige Wettbewerbe gewonnen, darunter die Junior Guitar Competition (1993), Student Guitar Competition (1996), Classical Guitar Competition (1997), Spanish Guitar Competition (1998) und die 41. Tokyo International Guitar Competition (1998).